# 風吹岩
風吹岩（かざふきいわ）は兵庫県神戸市東灘区本山町にある、芦屋ロックガーデン中央稜（東尾根）の稜線上に露頭した花崗岩の岩。

## 概要
風吹岩は、山上にあり岩峰の間を風が吹き抜けるところから、この名が付いたとされる。1995年の阪神・淡路大震災では岩の南側が崩落し、岩塊が不安定な状態で残っていたが、その後危険性を取り除くため除去されて現状の姿となった。岩の上からは大阪湾岸の街並みが一望でき、登山者の休憩ポイントとしても有名。そのため、人家からは遠く離れているが野良猫が住み着いている。

## 登山道
風吹岩は六甲山最高峰に向かう主要登山道上にある。
芦屋より
- 高座の滝 - 40分 - 風吹岩 （芦屋ロックガーデン）

東灘区より
- 阪神深江駅 - 95分 - 風吹岩 （魚屋道）
- 保久良神社 - 50分 - 金鳥山経由 - 風吹岩

六甲山最高峰へ
- 風吹岩 - 60分 - 雨ヶ峠 - 60分 - 六甲山最高峰 （魚屋道）

※所要時間（標準コースタイム）は参考例